# Cruz de Lotário

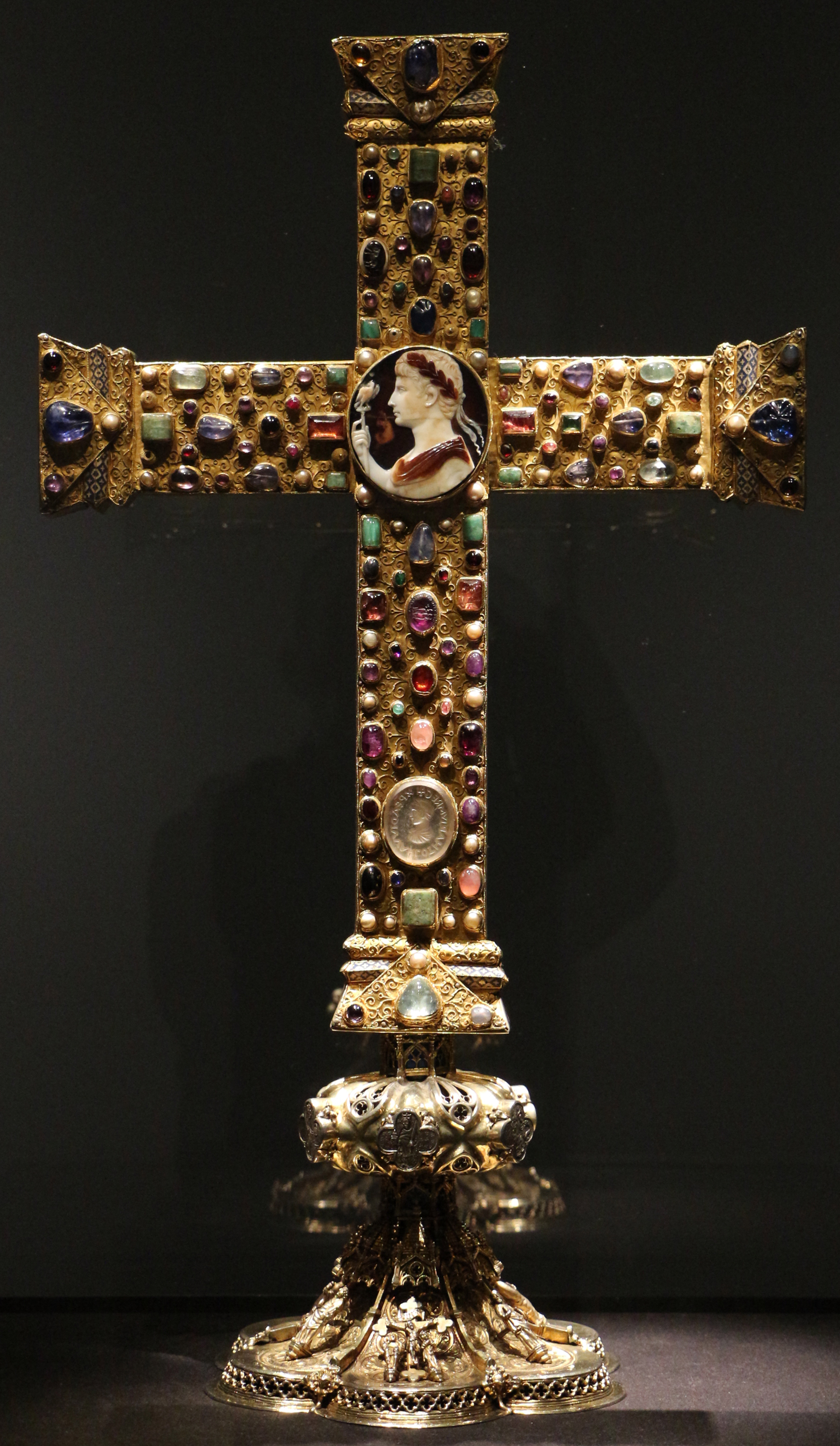
Parte da frente da Cruz de Lotário

A Cruz de Lotário (em alemão: Lotharkreuz) é uma cruz gemada (cruz com joias) para  procissões datada de c. 1000, embora sua base date do século XIV. Foi feita na Alemanha, provavelmente em Colônia. É um excelente exemplo do trabalho dos ourives medievais, e é "um importante monumento da ideologia imperial", formando parte do tesouro da catedral de Aquisgrão, que inclui várias outras obras-primas da arte sacra otoniana. As medidas da porção original são 50 cm de altura, 35,5 de largura e 2,3 de profundidade. A cruz provém do período quando a arte otoniana evoluiu na arte românica.

## História
A cruz levou o nome de Lotário II (r. 835–869) da Lotaríngia, o sobrinho de Carlos, o Calvo (r. 840–877), que estava gravado em um grande selo de quartzo esverdeado próximo de sua base. A cruz, na verdade, foi feita ao longo do século seguinte à morte de Lotário por um membro da dinastia otoniana, a sucessora da dinastia carolíngia; possivelmente por Otão III (r. 980–1002).

## Descrição e interpretação
O núcleo de carvalho da Cruz de Lotário está envolto em ouro e prata incrustada com joias e gemas gravadas - um total de 102 gemas e 35 pérolas. A frente da cruz é feita com uma placa de ouro e prata ricamente decorada com pedras preciosas, pérolas, filigrana de ouro e cloisonné. O esmalte está, sob as bandas terminais, interrompido pelas pontas das seções triangulares. As gemas nas linhas do centro estão montadas em plataformas levantadas como tambores, e seus lados decorados com arcadas em filigrana. A superfície dos braços estão todos decorados com cachos de filigrana. No ponto de encontro dos braços está um camafeu em três camadas de ônix do século I do imperador romano Augusto (r. 27 a.C.–14 d.C.) segurando um cetro de águia, também montado em um tambor elevado. A segunda gema maior, abaixo da de Augusto, era provavelmente o selo de Lotário e tinha seu retrato com a inscrição "+XPE ADIVVA HLOTARIVM REG" (Deus salve o rei Lotário). Este serviu uma função similar, ligando os otonianos com a dinastia carolíngia que tinha estabelecido a posição do Sacro Império Romano-Germânico. Outras gemas na cruz tem esculturas clássicas nelas, incluindo uma ametista das graças e um leão em ônix, ambos dos quais estão montados com as imagens colocadas de lado.

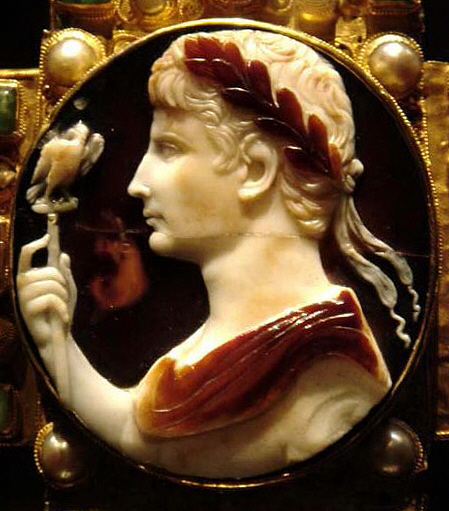
Camafeu de Augusto

Partindo do pressuposto de que os otonianos estavam cientes de que o camafeu tinha o retrato de Augusto, eles usaram-no para ligar a dinastia otoniana com os imperadores romanos originais e afirmá-los como os representantes de Deus na terra. Por outro lado, uma gema gravada com o retrato de Júlia, a filha de Augusto, no topo do Relicário de Carlos Magno, um elaborado tesouro dado para a Abadia de São Denis por Carlos, o Calvo, foi tratado como uma imagem de Virgem Maria. Outra gema com o retrato do imperador romano Caracala (r. 198–217) tinha uma cruz e o nome de São Pedro adicionado a ele antes do uso em metais para a Sainte-Chapelle em Paris. Agora é impossível saber o grau de consciência desta reciclagem iconográfica entre as diferentes categorias de pessoas criando e vendo estes objetos.
O lado reverso da cruz é uma placa de ouro plana gravada com a cena da "Crucificação de Cristo", estando acima dela a Mão de Deus segurando a Coroa da Vitória contendo a pomba do Espírito Santo; aqui está representando Deus, o Pai aceitando o sacrifício de Cristo. Este é a primeira aparição conhecida da pomba neste tema, que introduz toda Trindade em uma crucificação, uma iconografia que era para ter um longo futuro. A serpente, representando Satã, está torcida em volta da parte inferior da cruz. Nos medalhões no fim dos braços estão personificações do Sol e da Lua com cabeças baixas e encimados por seus símbolos. A Mão com a coroa foi um motivo comum nos mosaicos em Roma, e também usado na arte associada com os primeiros sacro imperadores romanos, incluindo os retratos em manuscritos iluminados deles mesmos, para enfatizar a proveniência da autoridade deles de Deus. 

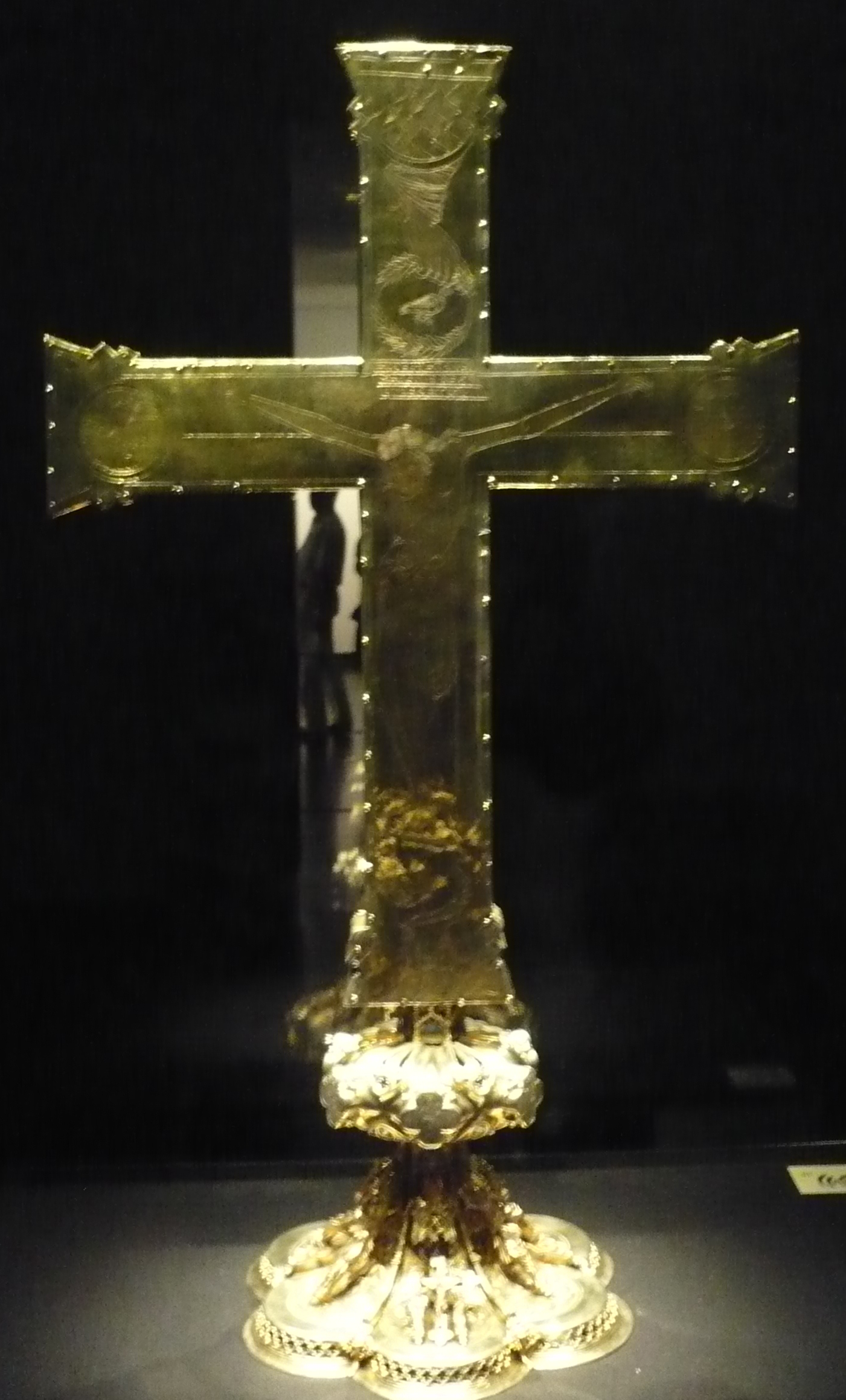
Parte reversa da Cruz de Lotário.

Isto é um exemplo notável da "Crucificação", intimamente relacionado com a um pouco mais antiga Cruz de Gero em Colônia, que foi um trabalho crucial no desenvolvimento da imagem ocidental do Cristo crucificado e morto, cuja cabeça está caída em seu ombro, e cujo corpo flácido forma um S, mostrando as marcas de seus ferimentos, aqui com sangue jorrando do ferimento à lança na sua lateral. Reversos gravados são encontrados em muitas cruzes com joias do período. A cruz está agora montada em um suporte gótico do século XIV, decorado com duas crucificações pequenas e outras figuras.
O estilo da decoração de ouro com cravejado de joias, reutilizando o material da Antiguidade, foi comum nos objetos mais ricos do período. Em particular, o motivo da cruz com joias glorificada, uma "transformação da força bruta sobre a qual Cristo morreu", remonte a Antiguidade Tardia, quando oponentes pagãos do cristianismo frequentemente ridicularizavam a natureza média do símbolo cristão primário. Até ca. século VI, cruzes raramente mostravam a figura de Cristo, mas pelos anos 1000 outras grandes cruzes com joias já haviam mudado a crucificação, geralmente em molde de bronze dourado, para a face da frente da cruz, para torná-las crucifixos, que permaneceram a forma católica mais comum da cruz. Alguns exemplos são as cruzes de Bernardo de Hildesheim (c. 1000, Catedral de Hildesheim), Gisela da Baviera (c. 1006, Ratisbona, agora na Residência de Munique) e Matilda de Essen (973, Catedral de Essen), que usavam o padrão praticamente idêntico para os terminais dos braços da Cruz de Lotário.
A Cruz de Lotário é a este respeito um objeto um pouco conservador, deixando a frente livre do simbolismo imperial, e também talvez como um renascimento deliberado do estilo carolíngio; por exemplo muitas cruzes ricas de data similar fizeram mais uso de esmalte. Os dois lados podem ser tomados para representar a Igreja e o Estado, de forma apropriada para a doação imperial que foi realizada na frente dos sacro imperadores romanos como se eles transformados em Igreja. A ampla forma do projeto coincide com o da pequena cruz da frente da coroa imperial do Sacro Império Romano-Germânico (c. 973/983?), que também tem uma frente com joias e uma crucificação gravada na parte traseira.